# Nicolai Brock-Madsen
Nicolai Brock-Madsen (Randers, 9 de janeiro de 1993) é um futebolista profissional dinamarquês que atua como atacante, atualmente defende o Birmingham City.

## Carreira
Nicolai Brock-Madsen fará parte do elenco da Seleção Dinamarquesa de Futebol nas Olimpíadas de 2016.